# Kompetencje informacyjne
Kompetencje informacyjne, również alfabetyzm informacyjny (ang. information literacy) – umiejętność wyszukiwania i wykorzystywania informacji.
Kompetencje informacyjne łączą się z innymi rodzajami kompetencji, ale nie są z nimi tożsame. Są to przede wszystkim kompetencje informatyczne (ang. computer literacy), medialne (media literacy), cyfrowe i internetowe.
Pojęcie information literacy można rozumieć zarówno jako cechę bądź też zjawisko społeczne, właściwość poznawczą człowieka jako jednostki, jak i kierunek badań informatologii.

## Rodzaje kompetencji informacyjnych

### Pozyskiwanie informacji
Według standardu IFLA, użytkownik posiadający rozwinięte kompetencje informacyjne, umie sprawnie i skutecznie pozyskiwać informacje. Odbywa się to poprzez rozpoznawanie, definiowanie i precyzowanie własnej potrzeby informacyjnej. Wówczas użytkownik może zdecydować się na podjęcie określonych działań w celu zdobycia tychże informacji, po czym rozpoczyna ich poszukiwanie.
Taki użytkownik potrafi zidentyfikować potencjalne źródła informacji i je dobrze ocenić. Opracowuje następnie strategię wyszukiwania, dzięki której może dotrzeć do wyselekcjonowanych koherentnych informacji.

### Ocena informacji
Użytkownik posiadający rozwinięte kompetencje informacyjne potrafi krytycznie ocenić informację. Etapami krytycznej oceny informacji są analiza, wartościowanie (pod względem trafności i użyteczności) i wybór informacji. Następnie użytkownik poddaje te informacje uogólnieniu i interpretacji, a także dokonuje ich syntezy. Taki użytkownik poddaje informacje grupowaniu (klasyfikuje je ze względu na ich koherencję).

### Zastosowanie informacji
Zastosowanie informacji może odbywać się poprzez nową ich prezentację, wdrożenie, włączenie do swojego dotychczasowego zasobu wiedzy, a także poprzez komunikowanie i etyczne ich wykorzystanie.

## Edukacja informacyjna
Edukacja informacyjna – proces przygotowania użytkownika informacji do samodzielnego rozpoznawania własnych potrzeb informacyjnych, podejmowania działań w celu znalezienia informacji, znajdowanie źródeł informacji oraz ich oceny i etycznego wykorzystania.